# Mukabusumo
Mukabusumo är ett periodiskt vattendrag i Burundi.   Det ligger i provinsen Karuzi, i den nordöstra delen av landet, 110 km öster om huvudstaden Bujumbura.
Omgivningarna runt Mukabusumo är en mosaik av jordbruksmark och naturlig växtlighet. Runt Mukabusumo är det ganska tätbefolkat, med 222 invånare per kvadratkilometer.